# FS Vivalto
La rame FS Vivalto est une rame automotrice italienne composée d'une motrice FS E.464 et de quatre voitures à deux étages, une de 1re classe et trois de 2de. Présenté en 2004 et mis en service à partir de 2005 sur le réseau des FS -Ferrovie dello Stato, il a été commandé pour l'instant à 90 exemplaires afin de pallier les graves insuffisances du Minuetto construit par le groupe français Alstom.

## Genèse du nom
Les FS-Ferrovie dello Stato, chemins de fer italiens, aujourd'hui Trenitalia, ont depuis le début du XXIe siècle, en 2001, décidé d'attribuer des noms de musique ou de musiciens à leurs rames ferroviaires. L'opération a débuté avec le Minuetto et continue avec le Vivalto. Ce nom a été choisi après un grand concours d'idées auprès des clients des FS et allie le nom du célèbre compositeur Antonio Vivaldi et de alto - haut - puisque la rame possède deux étages.

## Construction

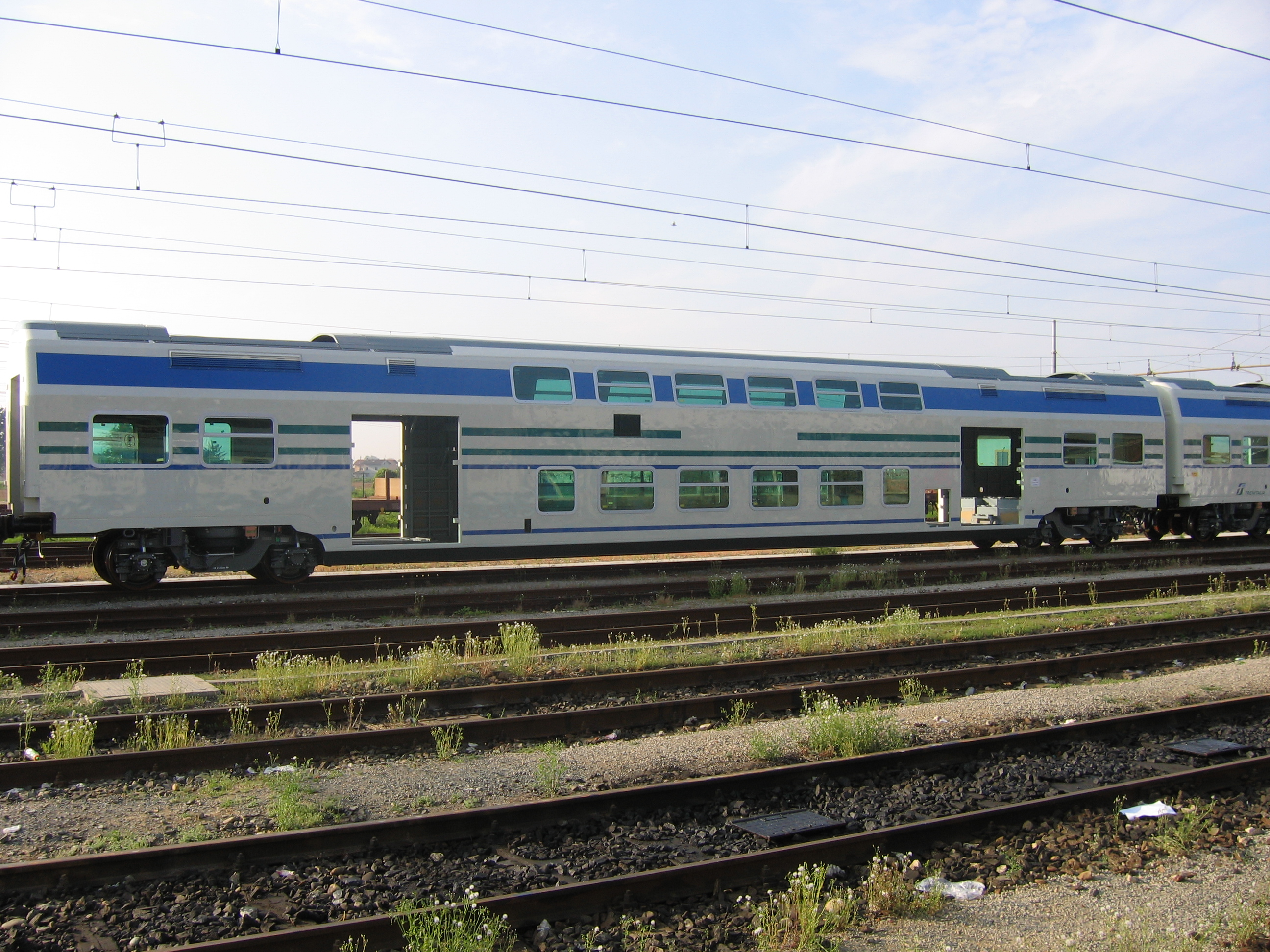
Voiture Vivalto en construction

La rame est construite par le groupe italien Corifer, un groupement de trois constructeurs italiens de matériels ferroviaires. L'ensemble du projet a été mené tambour battant, jamais réalisé avant, en raison de l'impérative nécessité de remplacer le matériel obsolète encore utilisé mais surtout en raison des graves lacunes rencontrées sur les premiers exemplaires du Minuetto, construit par Alstom, et dont le marché de la seconde tranche a été annulé. Cette rame électrique assure les lignes très chargées Milan-Varèse et Milan-Novare.
Ces rames ne sont pas bloquées ; elles peuvent être composées à la demande étant constituées d'une motrice FS E.464 et de voitures de 1re et 2de classe dont une d'extrémité de pilotage qui comporte également un compartiment pour les personnes à mobilité réduite et un compartiment destiné aux bagages, skis et bicyclettes.
La rame Vivalto fait partie de la nouvelle génération de convois conformes à la livrées XMPR unifiée des FS. Elle est compatible avec bon nombre de locomotives mais est conçue pour les FS E.464 dont le design a été travaillé pour cette rame. 

## Les services de bord
Les rames Vivalto se veulent résolument tournées vers les nouvelles technologies. L'information des passagers est assurée par un circuit indépendant et moniteurs LCD visibles de tout point de la rame. Ils peuvent également recevoir les émissions TV hertziens ou satellites. La vidéosurveillance est aussi de rigueur partout dans la rame. Pour la première fois sur un matériel FS de ce type, populaire et à haute fréquentation, chaque place assise est dotée d'une prise électrique 240 V.
Les rames Vivalto proposent de réelles améliorations au niveau du confort par rapport à toutes les productions comparables disponibles sur le marché mondial. Les planchers des voitures sont montés sur des appuis anti-vibratiles, les boggies sont désolidarisés par des amortisseurs à air comprimé plus souples que les ressorts traditionnels et les portes d'accès à bord sont très largement dimensionnées, implantées à la hauteur du quai, sans aucune marche.

## Coûts de construction
Une voiture Vivalto est vendue en moyenne 1 140 000 euros, la voiture de pilotage 1 290 000 euros. Le coût global d'une rame complète soit une locomotive FS E.464 plus cinq voitures voyageurs est de 8 120 000 euros pour un total de 596 places assises.
La rame Vivalto est actuellement le matériel italien qui offre le meilleur rapport prix par passager, de 13.600 à 14 500 euros la place, contre 22 900-24 000 euros pour le Minuetto et 16 000 euros (prix actualisé en 2004) pour l'autorail Fiat FS ALn 663.